# 사미즈촌
사미즈촌(三水村)은 나가노현 가미미노치군에 놓여졌던 촌이다.
사과 생산이 활발하다.
2004년 8월 11일에, 무레촌과 합병 합의회를 성립해, 2005년 10월 1일에 이즈나정이 되었다.

## 역사
- 1889년 4월 1일 - 정촌제 시행과 함께 5개촌 및 1개의 촌의 일부 구역으로 성립하였다.
- 1956년 1월 1일 - 후루마촌의 일부를 편입하였다.
- 2005년 10월 1일 - 무레촌과 합병해 이즈나정이 성립하였다. 동일 사미즈촌은 폐지되었다.

## 교통

### 도로
- 국도 18호선